# 果园 (西溪南)
果园是安徽省黄山市徽州区西溪南村明清私家园林的代表作，也是该村历史上十座园林中最著名的一座，位于西溪南村前街北侧，旗杆坦旁。该园明嘉靖年间由巨富吴天行（号“百妾主人”）所建，占地4000平方米，有仙人洞、观花台、石塔岩、牡丹台、仙人桥、芭蕉台六景，传为祝枝山、唐寅设计。汪道昆、董其昌、李流芳、吴廷、吴桢、丁云鹏、渐江、査士标、金声、黄钺等名士均曾前来游览。果园在清末咸丰战乱后荒废，亭榭被毁，尚存仙人洞假山、石塔岩、池塘等遗迹。